# Championnat de Pologne de rugby à XV
Le championnat de Pologne de rugby à XV, aussi dénommé Ekstraliga, rassemble les dix meilleurs club de rugby à XV de Pologne.

## Format
L'Ekstraliga (anciennement connue sous le nom de I Liga puis de Seria A) est le plus haut niveau de compétition de rugby à XV masculin en Pologne. Les matchs ont lieu de manière cyclique (à chaque saison, de l'automne au printemps) selon un système de championnat où les équipes s'affrontent en matchs aller-retour. Cette ligue est destinée aux meilleurs clubs polonais de rugby et est organisée par la Fédération polonaise de rugby. Le vainqueur de la finale de l'Ekstraliga est couronné champion de Pologne, tandis que la plus faible équipe joue un match de maintien contre le vainqueur de la I Liga (anciennement II Liga).

## Histoire
Les premières tentatives d'organiser des compétitions de rugby en Pologne ont eu lieu dans l'entre-deux-guerres, en 1925. Cependant, ces efforts ont été entravés par l'échec de la mise en place de la Fédération polonaise de rugby ainsi que par le coup d'État de mai, qui a conduit à la dissolution de certaines équipes principalement constituées autour d'unités militaires. Le projet a été relancé en 1927, mais le début des compétitions a été plusieurs fois reporté. Ce n'est qu'en mai 1929 que le tournoi pour le titre de champion de Pologne a finalement pu avoir lieu, impliquant trois équipes de Varsovie, dont l'équipe de l'École des officiers sanitaires qui a remporté le titre. Cependant, les tentatives ultérieures d'organiser des compétitions pour le championnat de Pologne ont échoué en raison du manque d'équipes (la dernière équipe a été dissoute en 1931).
Après la réactivation officielle du rugby en Pologne en 1955, l'idée de tenir des championnats de Pologne a été reprise. En 1956, la finale de la Coupe du Sportif national a été jouée, remportée par l'équipe d'AZS AWF Varsovie, ce qui a également servi de qualification pour la I Liga. Les compétitions officielles de la ligue ont été inaugurées en 1957. La I Liga a été créée avec huit équipes, et il y avait également une ligue régionale avec treize équipes réparties en trois groupes. Les compétitions se sont déroulées du printemps à l'automne. Le premier champion a été l'équipe d'AZS AWF Varsovie. Le département Rugby du Comité principal de la Culture physique a initialement organisé les compétitions, mais en septembre 1957, la Fédération Polonaise de Rugby a été créée. En 1958, seules dix équipes sont restées et elles ont toutes participé à la I Liga. En 1959, des compétitions pour les jeunes groupes d'âge ont également été lancées. Au début des années 1960, il y a eu une crise de la ligue due à la reconnaissance du rugby par le Comité principal de la Culture physique et du Tourisme comme un sport non progressiste Le nombre d'équipes participant aux compétitions de la ligue a diminué, en 1963, seules quatre équipes jouaient en I Liga. (et en 1962, les compétitions se déroulaient avec treize joueurs de chaque côté), et en 1964, il n'y avait que cinq équipes, qui ont joué selon un format de tournoi. À partir de 1965, la situation s'est progressivement améliorée, et le nombre d'équipes a augmenté. Pendant cette période, le Skra Varsovie a dominé la ligue, remportant six titres consécutifs, et en 1970, il y avait déjà neuf équipes en I Liga.
En 1971, une réforme des compétitions a été mise en place. Le nombre d'équipes a été divisé en deux groupes : un groupe fort de six équipes et un groupe faible de quatre équipes, dans lequel des équipes nouvellement créées pouvaient participer. Des règles de relégation et de promotion entre ces groupes ont également été introduites. Le calendrier des compétitions a également été changé, et à partir de 1971, elles ont eu lieu de l'automne au printemps,. Au printemps 1971, une saison de transition de six mois a été jouée sous la forme de la Coupe de Pologne, dont le vainqueur a été également couronné champion de Pologne. Le classement de cette saison a déterminé le niveau des équipes dans les groupes. En 1972, les groupes ont été renommés I Liga et II Liga, et à partir de 1975, le nombre d'équipes en I Liga est passé à huit. En 1983, les compétitions sont revenues à la période printemps-automne, (la saison 1981/1982 a duré un an et demi), et en 1986, le nombre d'équipes en I Liga a été porté à dix. En 1987, pour réduire les coûts de participation à la ligue, des compétitions ont été organisées sous forme de groupe, mais après un an, les compétitions de la ligue ont été rétablies. En 1989, le nombre d'équipes en I Liga a été réduit à huit, et cette saison-là, les compétitions ont été organisées sous forme de groupe, avec toutes les équipes y participant, y compris celles qui jouaient auparavant en II Liga. Le classement final a déterminé le découpage en ligues pour la saison suivante. En 1992, la I Liga a été divisée en deux groupes (championnat et relégation) et les matchs disputés en début de saison ont déterminé l'appartenance aux groupes respectifs. De 1993 à 1997, les compétitions étaient divisées en deux phases : six équipes jouaient dans la première (série A), dont les quatre meilleures se disputaient le titre de champion lors de la deuxième partie de la saison, tandis que les deux équipes les moins bien classées et les deux meilleures équipes de la série B se battaient pour deux places en série A lors de la saison suivante. En 1998, le format des compétitions est revenu à la saison automne-printemps, et donc le championnat pour l'année 1998 a été déterminé après une courte saison de printemps impliquant six équipes. La saison suivante, huit équipes ont participé, et en 2000, le nombre d'équipes est passé à dix,. Certaines saisons, les compétitions étaient divisées en deux phases - la deuxième partie de la saison voyait les équipes divisées en un groupe luttant pour le titre et un groupe luttant pour le maintien. Le nombre d'équipes en II Liga a également changé.
À partir de la saison 2002-2003, les médailles du championnat de Pologne sont déterminées non par le classement de la ligue (ou le groupe championnat), mais par les matchs de finale et de troisième place qui couronnent la phase des éliminatoires avec les meilleures équipes de la saison régulière. En 2005, les demi-finales ont été supprimées, mais elles ont été réintroduites en 2007. En 2009, le nombre d'équipes en I Liga a été réduit à huit. En 2008, un troisième niveau de compétition a été créé, appelé les ligues régionales,. Peu de temps après, elles ont été transformées en II Liga. Le calendrier des compétitions a été modifié à nouveau en 2016 (la saison 2016-2017 a duré un an et demi) et à nouveau en 2019 (la saison 2019 a duré six mois), avec un retour à l'horaire automne-printemps. À partir de 2018, l'Ekstraliga a été agrandie à dix équipes. La saison 2019-2020 n'a pas été achevée et aucun titre de champion n'a été attribué en raison de la pandémie de Covid-19.
La saison 2023-2024 a été marquée par la dissolution du club champion en titre, Budo 2011 Aleksandrów Łódzki.
Par ailleurs, pour la première fois de son histoire, le club Rugby Białystok participera à l'Ekstraliga lors de la saison suivante, après avoir remporté son premier titre dans le championnat de deuxième division polonaise, la I Liga.

## Palmarès

### Détail du palmarès
| Année | Champion                                            | Vice-champion                                       | Troisième                                           |
| ----- | --------------------------------------------------- | --------------------------------------------------- | --------------------------------------------------- |
| 1957  | AZS-AWF Warszawa                                    | Górnik Bytom                                        | Górnik Kochłowice                                   |
| 1958  | AZS-AWF Warszawa (2)                                | AZS Gdańsk                                          | Czarni Bytom                                        |
| 1959  | Czarni Bytom                                        | AZS-AWF Warszawa                                    | Włókniarz Łódź                                      |
| 1960  | Lechia Gdańsk                                       | Czarni Bytom                                        | AZS-AWF Warszawa                                    |
| 1961  | Lechia Gdańsk (2)                                   | AZS-AWF Warszawa                                    | Czarni Bytom                                        |
| 1962  | AZS-AWF Warszawa (3)                                | Posnania Poznań                                     | Lechia Gdańsk                                       |
| 1963  | AZS-AWF Warszawa (4)                                | Lechia Gdańsk                                       | Posnania Poznań                                     |
| 1964  | Skra Warszawa                                       | AZS-AWF Warszawa                                    | Czarni Bytom                                        |
| 1965  | Skra Warszawa (2)                                   | AZS-AWF Warszawa                                    | Czarni Bytom                                        |
| 1966  | Skra Warszawa (3)                                   | Orzeł Warszawa                                      | Czarni Bytom                                        |
| 1967  | Skra Warszawa (4)                                   | Orzeł Warszawa                                      | Lechia Gdańsk                                       |
| 1968  | Skra Warszawa (5)                                   | Orzeł Warszawa                                      | Lechia Gdańsk                                       |
| 1969  | Skra Warszawa (6)                                   | Spójnia Gdańsk                                      | Lechia Gdańsk                                       |
| 1970  | Lechia Gdańsk (3)                                   | Orzeł Warszawa                                      | Skra Warszawa                                       |
| 1971  | Posnania Poznań                                     | Lechia Gdańsk                                       | AZS-AWF Warszawa                                    |
| 1972  | AZS-AWF Warszawa (5)                                | Lechia Gdańsk                                       | Skra Warszawa                                       |
| 1973  | AZS-AWF Warszawa (6)                                | Lechia Gdańsk                                       | Posnania Poznań                                     |
| 1974  | Posnania Poznań (2)                                 | AZS-AWF Warszawa                                    | Lechia Gdańsk                                       |
| 1975  | Posnania Poznań (3)                                 | AZS-AWF Warszawa                                    | Skra Warszawa                                       |
| 1976  | Posnania Poznań (4)                                 | Skra Warszawa                                       | AZS-AWF Warszawa                                    |
| 1977  | AZS-AWF Warszawa (7)                                | Posnania Poznań                                     | Lechia Gdańsk                                       |
| 1978  | Posnania Poznań (5)                                 | Skra Warszawa                                       | AZS-AWF Warszawa                                    |
| 1979  | AZS-AWF Warszawa (8)                                | Budowlani Łódź                                      | Skra Warszawa                                       |
| 1980  | AZS-AWF Warszawa (9)                                | Posnania Poznań                                     | Skra Warszawa                                       |
| 1981  | AZS-AWF Warszawa (10)                               | Skra Warszawa                                       | Lechia Gdańsk                                       |
| 1982  | AZS-AWF Warszawa (11)                               | Lechia Gdańsk                                       | Budowlani Łódź                                      |
| 1983  | Budowlani Łódź                                      | AZS-AWF Warszawa                                    | Posnania Poznań                                     |
| 1984  | AZS-AWF Warszawa (12)                               | Budowlani Łódź                                      | Orkan Sochaczew                                     |
| 1985  | AZS-AWF Warszawa (13)                               | Lechia Gdańsk                                       | Budowlani Łódź                                      |
| 1986  | AZS-AWF Warszawa (14)                               | Lechia Gdańsk                                       | Ogniwo Sopot                                        |
| 1987  | Ogniwo Sopot                                        | AZS-AWF Warszawa                                    | Lechia Gdańsk                                       |
| 1988  | AZS-AWF Warszawa (15)                               | Ogniwo Sopot                                        | Lechia Gdańsk                                       |
| 1989  | Ogniwo Sopot (2)                                    | Śląsk Ruda Śląska                                   | Budowlani Łódź                                      |
| 1990  | Ogniwo Sopot (3)                                    | Budowlani Lublin                                    | Budowlani Łódź                                      |
| 1991  | Ogniwo Sopot (4)                                    | Lechia Gdańsk                                       | Budowlani Lublin                                    |
| 1992  | Ogniwo Sopot (5)                                    | Budowlani Lublin                                    | Budowlani Łódź                                      |
| 1993  | Ogniwo Sopot (6)                                    | Lechia Gdańsk                                       | Budowlani Lublin                                    |
| 1994  | Lechia Gdańsk (4)                                   | Ogniwo Sopot                                        | AZS-AWF Warszawa                                    |
| 1995  | Lechia Gdańsk (5)                                   | Ogniwo Sopot                                        | AZS-AWF Warszawa                                    |
| 1996  | Lechia Gdańsk (6)                                   | Ogniwo Sopot                                        | AZS-AWF Warszawa                                    |
| 1997  | Ogniwo Sopot (7)                                    | Lechia Gdańsk                                       | AZS-AWF Warszawa                                    |
| 1998  | Lechia Gdańsk (7)                                   | Ogniwo Sopot                                        | AZS-AWF Warszawa                                    |
| 1999  | Ogniwo Sopot (8)                                    | Arka Gdynia                                         | Lechia Gdańsk                                       |
| 2000  | Lechia Gdańsk (8)                                   | Arka Gdynia                                         | Dębica Lincer Pruszcz Gdański                       |
| 2001  | Lechia Gdańsk (9)                                   | Ogniwo Sopot                                        | Arka Gdynia                                         |
| 2002  | Lechia Gdańsk (10)                                  | Arka Gdynia                                         | Ogniwo Sopot                                        |
| 2003  | Ogniwo Sopot (9)                                    | Budowlani Łódź                                      | Budowlani Lublin                                    |
| 2004  | Arka Gdynia                                         | Budowlani Łódź                                      | Lechia Gdańsk                                       |
| 2005  | Arka Gdynia (2)                                     | Budowlani Łódź                                      | Posnania Poznań                                     |
| 2006  | Budowlani Łódź (2)                                  | AZS-AWF Warszawa                                    | Posnania Poznań                                     |
| 2007  | Budowlani Łódź (3)                                  | Arka Gdynia                                         | AZS-AWF Warszawa                                    |
| 2008  | AZS-AWF Warszawa (16)                               | Budowlani Łódź                                      | Arka Gdynia Lechia Gdańsk                           |
| 2009  | Budowlani Łódź (4)                                  | Arka Gdynia                                         | Juvenia Kraków Lechia Gdańsk                        |
| 2010  | Budowlani Łódź (5)                                  | Lechia Gdańsk                                       | Arka Gdynia Orkan Sochaczew                         |
| 2011  | Arka Gdynia (3)                                     | Budowlani SA Łódź                                   | Lechia Gdańsk                                       |
| 2012  | Lechia Gdańsk (11)                                  | Budowlani SA Łódź                                   | Arka Gdynia                                         |
| 2013  | Lechia Gdańsk (12)                                  | Arka Gdynia                                         | Budowlani SA Łódź                                   |
| 2014  | Lechia Gdańsk (13)                                  | Pogoń Siedlce                                       | Arka Gdynia                                         |
| 2015  | Arka Gdynia (4)                                     | Budowlani SA Łódź                                   | Lechia Gdańsk                                       |
| 2016  | Budo 2011 Aleksandrów Łódzki                        | Lechia Gdańsk                                       | Ogniwo Sopot                                        |
| 2017  | Budowlani SA Łódź                                   | Ogniwo Sopot                                        | Pogoń Siedlce                                       |
| 2018  | Budowlani SA Łódź (3)                               | Ogniwo Sopot                                        | Pogoń Siedlce                                       |
| 2019  | Ogniwo Sopot (10)                                   | Budowlani SA Łódź                                   | Pogoń Siedlce                                       |
| 2020  | Saison annulée en raison de la pandémie de Covid-19 | Saison annulée en raison de la pandémie de Covid-19 | Saison annulée en raison de la pandémie de Covid-19 |
| 2021  | Ogniwo Sopot (11)                                   | Budowlani SA Łódź                                   | Orkan Sochaczew                                     |
| 2022  | Orkan Sochaczew                                     | Ogniwo Sopot                                        | Skra Warszawa                                       |
| 2023  | Budo 2011 Aleksandrów Łódzki (4)                    | Ogniwo Sopot                                        | Orkan Sochaczew                                     |
| 2024  | Orkan Sochaczew (2)                                 | Ogniwo Sopot                                        | Pogoń Siedlce                                       |

### Bilan par club
| Rang | Équipe                       | Champion | Vice-champion | Troisième |
| ---- | ---------------------------- | -------- | ------------- | --------- |
| 1    | AZS-AWF Warszawa             | 16       | 9             | 10        |
| 2    | Lechia Gdańsk                | 13       | 12            | 15        |
| 3    | Ogniwo Sopot                 | 11       | 11            | 3         |
| 4    | Skra Warszawa                | 6        | 3             | 6         |
| 5    | KS Budowlani Łódź            | 5        | 6             | 5         |
| 6    | Posnonia Poznan              | 5        | 2             | 1         |
| 7    | Arka Gdynia                  | 4        | 6             | 5         |
| 8    | Budo 2011 Aleksandrów Łódzki | 4        | 5             | 1         |
| 9    | Orkan Sochaczew              | 2        | 0             | 4         |
| 10   | Czarni Bytom                 | 1        | 2             | 5         |